# Red Zone
Red Zone (с англ. — «Красная зона») — видеоигра в жанре шутера, разработанная компанией Zyrinx и изданная Time Warner Interactive в 1994 году эксклюзивно для игровой консоли Mega Drive/Genesis.
В игре реализовано несколько технически сложных для консоли эффектов, о чём заявлено на одном из экранов перед началом игры: вращение графики заднего фона, псевдотрёхмерные спрайтовые объекты, трёхмерная полигональная графика, масштабирование в реальном времени, полноэкранное видео. Все эффекты были реализованы без использования дополнительного аппаратного обеспечения.
Музыка в игре выполнена в стиле техно и написана Йеспером Кюдом.
Пре-релизная версия игры, имевшая название Hardwired, получила официальный статус свободно распространяемой.

## Игровой процесс
В игре присутствуют два режима.

### Режим управления вертолётом
Игрок управляет боевым вертолётом AH-64B Apache, уничтожая врагов на земле, воде и в воздухе при помощи его вооружения. Используется вид сверху с вращающейся камерой. Присутствует также экран радара и схема вертолёта с указанием повреждений, а кроме того, индикатор запасов топлива и количества боеприпасов на борту.
В этом режиме присутствует система повреждений. Например: при попадании в хвост вертолёт начинает вращаться на месте, вследствие чего им становится гораздо сложнее управлять, отказ радара приводит к помехам на экране, повреждение системы вооружений выводит из строя половину соответствующих боеприпасов, и т. п.
Есть возможность просмотра карты местности в двух режимах: глобальном, с указанием местонахождения вертолёта и расположения запасов топлива, ремонтных наборов, и боеприпасов, и спутниковом, с возможностью масштабирования и получения информации о непосредственно расположенных на карте объектах.

#### Вооружение вертолёта
В распоряжении игрока находятся:
- 4 ракеты FIM-92A Stinger[англ.] класса «воздух-воздух»
- 74 неуправляемых ракеты Hydra 70 класса «воздух-земля»
- 8 управляемых ракет AGM-114 Hellfire класса «воздух-земля»
- 30-мм пушка M230A-1[англ.] и 1200 патронов к ней. Это единственный тип вооружения, который не может быть выведен из строя во время игры.

### Режим управления героем
Игрок управляет любым из трёх членов группы на выбор. У каждого из них в арсенале по два вида оружия, кроме того, есть возможность подобрать взрывчатку. Используется вид сверху. Герой может передвигаться по восьми направлениям, совершать прыжки, а также перемещать бочки с разнообразным содержимым. Вертикальные стены помещений выполнены в виде полигонов, что создаёт иллюзию трёхмерной графики при движении.
Кроме, непосредственно, перестрелки, в этом режиме присутствует взаимодействие с активными объектами, такими как: ящики, кнопки и компьютеры. В ящиках герой пополняет боеприпасы, восстанавливает уровень здоровья и получает взрывчатку. Нажатие на кнопку активизирует разнообразные механизмы, вследствие чего становится возможным дальнейшее продвижение по помещению. Компьютер чаще всего используется для хакерского управления военными объектами во время миссии.
Движение по убитому противнику существенно замедляет скорость хода. В некоторых миссиях включается таймер обратного отсчёта — герой должен выбраться из здания за отведённое время. План помещения вначале пуст. Он отображается постепенно, вместе с продвижением игрока.

#### Отряд коммандос
Отряд состоит из трёх человек:
- Лейтенант Shades, лидер группы. Вооружение — винтовка AR-15 и ручные гранаты.
- Старший сержант Rocco, чернокожий. Вооружение — огнемёт и подствольная ракетная ПУ.
- Старший сержант Mirage, девушка азиатской внешности. Вооружение — пистолет-пулемёт УЗИ и метательные ножи. Нож, пролетевший мимо цели, можно подобрать, если он не упал в пропасть.

Кроме того, каждый герой может находить в ящиках взрывчатку. Она используется для устранения преград в проходах, либо для выведения из строя различных машин.

## Сюжет
В 1995 году в небольшой стране Зыристан (англ. Zyristan) происходит военный переворот, и к власти приходит бывший полковник Иван Ретович (англ. Ivan Retovitz). В стране начинаются массовые репрессии, информация о которых доходит до «свободного мира», но правительства ограничиваются наблюдением за ситуацией.
Зыристан нападает и захватывает соседнюю страну, после чего предъявляет территориальные претензии двум другим странам, угрожая применить против них, и любого кто вмешается, ядерное оружие. При этом Ретович обещает, что это будут его последние завоевания. Он даёт миру на раздумья 24 часа. Тем не менее, по данным разведки диктатор собирается продолжить завоевания, в конечном итоге собираясь захватить весь мир.
«Свободный мир» посылает на стелс-миссию с кодовым названием «Операция Красная Зона» (англ. Operation Red Zone) группу из трёх коммандос с целью нейтрализовать пусковые установки Зыристана.
По ходу сюжета игрок выполняет различные миссии, представляющие собой серию диверсий, в том числе с помощью взлома вражеской компьютерной сети. В финале проводится операция захвата лидера мятежников с проникновением в секретный бункер.

## Отзывы
Electronic Gaming Monthly оценил игру в 6,8 баллов из 10, назвав её боевые и воздушные эпизоды «инновационными», но при этом отметив непростительную сложность и высокий порог вхождения. Также было упомянуто большое количество оружия и миссий.
GamePro оценил управление вертолётом и вступительную сцену, но счёл, что плохое управление персонажами на земле при маневрировании «убивает любое возможное наслаждение».
Next Generation дал игре 3 звезды из 5, резюмировав: «когда как известно, что сюжет и геймплей Red Zone являются плагиатом Urban Strike, грандиозные испытания делают эту игру конкурентоспособной альтернативой всё ещё успешной серии игр Strike».